# Казнёв (Жер)
Казнёв (фр. Cazeneuve) — коммуна во Франции, находится в регионе Юг — Пиренеи. Департамент — Жер. Входит в состав кантона Монреаль. Округ коммуны — Кондом.
Код INSEE коммуны — 32100.

## География
Коммуна расположена приблизительно в 580 км к югу от Парижа, в 110 км западнее Тулузы, в 45 км к северо-западу от Оша.

## Климат
Климат умеренно-океанический. Лето жаркое и немного дождливое, температура часто превышает 35 °С. Зимой часто бывает отрицательная температура и ночные заморозки. Годовое количество осадков — 700—900 мм.

## Население
Население коммуны на 2010 год составляло 144 человека.
| 1962 | 1968 | 1975 | 1982 | 1990 | 1999 | 2010 |
| ---- | ---- | ---- | ---- | ---- | ---- | ---- |
| 220  | 205  | 178  | 138  | 139  | 127  | 144  |

## Администрация
| Период | Период | Фамилия             | Партия | Примечания |
| ------ | ------ | ------------------- | ------ | ---------- |
| 1971   | 1988   | Жак Мару            |        |            |
| 1988   | 2008   | Кристиан Мару       |        |            |
| 2008   | 2020   | Мартин Лаборд-Нуайе |        |            |

## Экономика
В 2010 году среди 86 человек трудоспособного возраста (15-64 лет) 67 были экономически активными, 19 — неактивными (показатель активности — 77,9 %, в 1999 году было 72,1 %). Из 67 активных жителей работали 61 человек (34 мужчины и 27 женщин), безработных было 6 (5 мужчин и 1 женщина). Среди 19 неактивных 3 человека были учениками или студентами, 11 — пенсионерами, 5 были неактивными по другим причинам.

## Фотогалерея

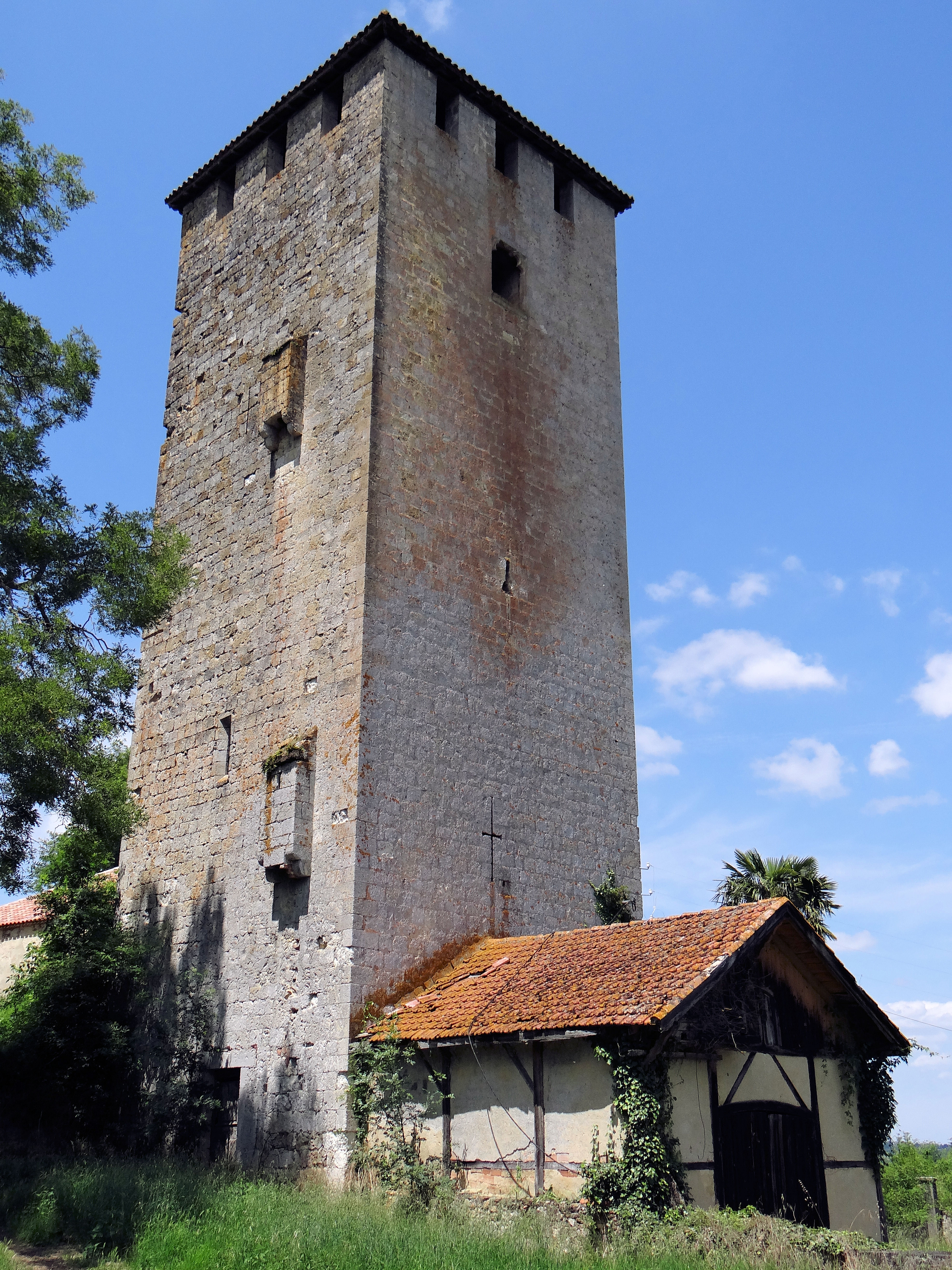
Башня Ламот
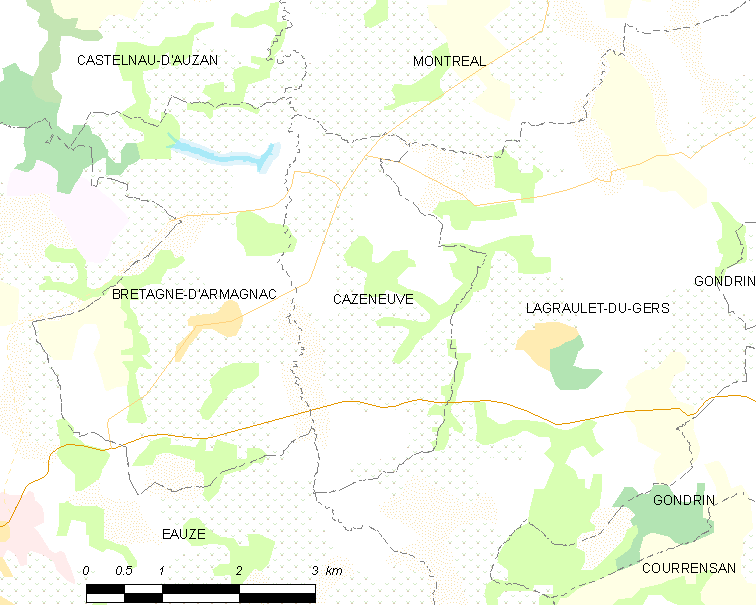
Карта коммуны